# والتر كرايغ
والتر كرايغ (29 ديسمبر 1846 - 6 يوليو 1923)  (بالإنجليزية: Walter Craig)‏ هو لاعب كريكت بريطاني.